# Presidenti della Giuria del Festival di Berlino
Ogni anno la giuria del Festival di Berlino è presieduta da una personalità del cinema.
Dall'edizione del 1952 a quella del 1955, i premi furono assegnati solo dal pubblico, che dopo ciascuna proiezione dette un voto ai film su una scala da 1 a 4. Questa decisione venne presa su pressione della FIAPF dato che l'assegnazione dei riconoscimenti da parte di una giuria di esperti, presente nella prima edizione, era riservata ai cosiddetti "festival competitivi", titolo che la Berlinale non si era ancora guadagnata.
L'edizione del 2021 aveva la Giuria del concorso principale composta da sei vincitori dell'Orso d'oro di edizioni precedenti, ma nessuno dei giurati ricopriva la carica di presidente.

## Presidenti della Giuria - Concorso principale
| Anno | Presidente                                             | Nazionalità del presidente                             | Professione                                            |
| ---- | ------------------------------------------------------ | ------------------------------------------------------ | ------------------------------------------------------ |
| 1951 | Fritz Podehl                                           | Germania Ovest                                         | Produttore                                             |
| 1952 | Nessuna giuria: i premi vennero assegnati dal pubblico | Nessuna giuria: i premi vennero assegnati dal pubblico | Nessuna giuria: i premi vennero assegnati dal pubblico |
| 1953 | Nessuna giuria: i premi vennero assegnati dal pubblico | Nessuna giuria: i premi vennero assegnati dal pubblico | Nessuna giuria: i premi vennero assegnati dal pubblico |
| 1954 | Nessuna giuria: i premi vennero assegnati dal pubblico | Nessuna giuria: i premi vennero assegnati dal pubblico | Nessuna giuria: i premi vennero assegnati dal pubblico |
| 1955 | Nessuna giuria: i premi vennero assegnati dal pubblico | Nessuna giuria: i premi vennero assegnati dal pubblico | Nessuna giuria: i premi vennero assegnati dal pubblico |
| 1956 | Marcel Carné                                           | Francia                                                | Regista, sceneggiatore                                 |
| 1957 | Jay Carmody                                            | Stati Uniti                                            | Critico                                                |
| 1958 | Frank Capra                                            | Stati Uniti                                            | Regista                                                |
| 1959 | Robert Aldrich                                         | Stati Uniti                                            | Regista                                                |
| 1960 | Harold Lloyd                                           | Stati Uniti                                            | Attore, regista                                        |
| 1961 | James Quinn                                            | Regno Unito                                            | Produttore                                             |
| 1962 | King Vidor                                             | Stati Uniti                                            | Regista                                                |
| 1963 | Wendy Toye                                             | Regno Unito                                            | Attrice, regista                                       |
| 1964 | Anthony Mann                                           | Stati Uniti                                            | Regista                                                |
| 1965 | John Gillett                                           | Regno Unito                                            | Critico                                                |
| 1966 | Pierre Braunberger                                     | Francia                                                | Produttore                                             |
| 1967 | Thorold Dickinson                                      | Regno Unito                                            | Regista, sceneggiatore                                 |
| 1968 | Luis García Berlanga                                   | Spagna                                                 | Regista, sceneggiatore                                 |
| 1969 | Johannes Schaaf                                        | Germania Ovest                                         | Regista                                                |
| 1970 | George Stevens                                         | Stati Uniti                                            | Regista                                                |
| 1971 | Bjørn Rasmussen                                        | Danimarca                                              | Scrittore                                              |
| 1972 | Eleanor Perry                                          | Stati Uniti                                            | Sceneggiatrice                                         |
| 1973 | David Robinson                                         | Regno Unito                                            | Critico                                                |
| 1974 | Rodolfo Kuhn                                           | Argentina                                              | Regista, sceneggiatore                                 |
| 1975 | Sylvia Syms                                            | Regno Unito                                            | Attrice                                                |
| 1976 | Jerzy Kawalerowicz                                     | Polonia                                                | Regista, sceneggiatore                                 |
| 1977 | Senta Berger                                           | Austria                                                | Attrice                                                |
| 1978 | Patricia Highsmith                                     | Regno Unito                                            | Scrittrice                                             |
| 1979 | Jörn Donner                                            | Finlandia                                              | Regista, sceneggiatore                                 |
| 1980 | Ingrid Thulin                                          | Svezia                                                 | Attrice                                                |
| 1981 | Jutta Brückner                                         | Germania Ovest                                         | Regista, sceneggiatrice                                |
| 1982 | Joan Fontaine                                          | Stati Uniti                                            | Attrice                                                |
| 1983 | Jeanne Moreau                                          | Francia                                                | Attrice                                                |
| 1984 | Liv Ullmann                                            | Norvegia                                               | Attrice                                                |
| 1985 | Jean Marais                                            | Francia                                                | Attore                                                 |
| 1986 | Gina Lollobrigida                                      | Italia                                                 | Attrice                                                |
| 1987 | Klaus Maria Brandauer                                  | Austria                                                | Attore                                                 |
| 1988 | Guglielmo Biraghi                                      | Italia                                                 | Critico                                                |
| 1989 | Rolf Liebermann                                        | Svizzera                                               | Compositore                                            |
| 1990 | Michael Ballhaus                                       | Germania Ovest                                         | Direttore della fotografia                             |
| 1991 | Volker Schlöndorff                                     | Germania                                               | Regista, sceneggiatore                                 |
| 1992 | Annie Girardot                                         | Francia                                                | Attrice                                                |
| 1993 | Frank Beyer                                            | Germania                                               | Regista, sceneggiatore                                 |
| 1994 | Jeremy Thomas                                          | Regno Unito                                            | Produttore                                             |
| 1995 | Lia van Leer                                           | Israele                                                | Produttrice                                            |
| 1996 | Nikita Michalkov                                       | Russia                                                 | Regista, sceneggiatore                                 |
| 1997 | Jack Lang                                              | Francia                                                | Politico                                               |
| 1998 | Ben Kingsley                                           | Regno Unito                                            | Attore                                                 |
| 1999 | Ángela Molina                                          | Spagna                                                 | Attrice                                                |
| 2000 | Gong Li                                                | Cina                                                   | Attrice                                                |
| 2001 | Bill Mechanic                                          | Stati Uniti                                            | Produttore                                             |
| 2002 | Mira Nair                                              | India                                                  | Regista, sceneggiatrice                                |
| 2003 | Atom Egoyan                                            | Canada                                                 | Regista, sceneggiatore                                 |
| 2004 | Frances McDormand                                      | Stati Uniti                                            | Attrice                                                |
| 2005 | Roland Emmerich                                        | Germania                                               | Regista                                                |
| 2006 | Charlotte Rampling                                     | Regno Unito                                            | Attrice                                                |
| 2007 | Paul Schrader                                          | Stati Uniti                                            | Regista, sceneggiatore                                 |
| 2008 | Costa-Gavras                                           | Grecia                                                 | Regista, sceneggiatore                                 |
| 2009 | Tilda Swinton                                          | Regno Unito                                            | Attrice                                                |
| 2010 | Werner Herzog                                          | Germania                                               | Regista, sceneggiatore                                 |
| 2011 | Isabella Rossellini                                    | Italia                                                 | Attrice                                                |
| 2012 | Mike Leigh                                             | Regno Unito                                            | Regista, sceneggiatore                                 |
| 2013 | Wong Kar-wai                                           | Hong Kong                                              | Regista, sceneggiatore                                 |
| 2014 | James Schamus                                          | Regno Unito                                            | Sceneggiatore                                          |
| 2015 | Darren Aronofsky                                       | Stati Uniti                                            | Regista, sceneggiatore                                 |
| 2016 | Meryl Streep                                           | Stati Uniti                                            | Attrice                                                |
| 2017 | Paul Verhoeven                                         | Paesi Bassi                                            | Regista                                                |
| 2018 | Tom Tykwer                                             | Germania                                               | Regista, compositore                                   |
| 2019 | Juliette Binoche                                       | Francia                                                | Attrice                                                |
| 2020 | Jeremy Irons                                           | Regno Unito                                            | Attore                                                 |
| 2021 | La Giuria non aveva la figura del presidente           | La Giuria non aveva la figura del presidente           | La Giuria non aveva la figura del presidente           |
| 2022 | M. Night Shyamalan                                     | Stati Uniti                                            | Regista, sceneggiatore                                 |
| 2023 | Kristen Stewart                                        | Stati Uniti                                            | Attrice                                                |
| 2024 | Lupita Nyong'o                                         | Messico/ Kenya                                         | Attrice                                                |
| 2025 | Todd Haynes                                            | Stati Uniti                                            | Regista, sceneggiatore                                 |